# Panax ginseng
Panax ginseng é uma espécie vegetal do gênero Panax.

## Nomenclatura
A Panax ginseng é também é conhecida em chinês como Rénshēn (人蔘 ou 人参 ou 人參; lit. 'ginseng'), Insam (인삼; 人蔘) em coreano e Ninjin (人参) em japonês, sendo também chamada de ginseng asiático ou ginseng coreano. Seu epíteto "Panax" deriva do grego, significando algo como “cura tudo” (Pan = tudo + axos = medicina).

## Sinônimos
- Aralia ginseng (C.A.Mey.) Baill.
- Panax verus Oken

## Distribuição
É nativa das regiões montanhosas da Manchúria, no leste da Rússia, da região nordeste da China e da Península Coreana, sendo cultivada também em algumas áreas do Japão, e historicamente usada como planta medicinal pelas comunidades tradicionais da China e da Coreia. 

## Descrição
Panax ginseng é uma herbácea perene que cresce de 30 a 60 centímetros. Os indivíduos têm um eixo na forma de uma raiz principal de forma cilíndrica, geralmente com um ou dois ramos principais, e produzem de 3 a 6 folhas compostas em forma de palma, cada uma com 3 a 5 folhas menores, cujas bordas são densamente serrilhadas. As flores surgem na forma de uma inflorescência única que é na realidade uma umbela terminal contendo de 30 a 50 flores, com pedúnculos entre 15 a 30 centímetros. O ovário da flor possui dois carpelos, cada um com um estilo e forma distintos. Os frutos maduros têm entre 4 a 5 centímetros de largura por 6 a 7 centímetros de largura, com coloração vermelha e formato redondo com as pontas ligeiramente achatadas. As sementes são brancas e tem um formato semelhante ao de um rim, tendo característica diplóide com 2n=48 cromossomos. 
Suas  raízes, em geral, se tornam carnudas e subcilíndricas após a secagem (coleta em exsicata), apresentando 25 centímetros, em média, de comprimento; 0,7 a 2,5 centímetros de diâmetro e 2 a 5 ramos com superfície enrugada e com cicatrizes radiculares. Além disso, apresentam sabor adocicado, por vezes amargo e com um odor levemente aromático, sendo bastante atrativo. Suas superfícies internas geralmente contém uma resina vermelha-acastanhada, da qual também pode ser extraído uma espécie de óleo. 

## Conhecimento tradicional
Por pouco mais de um milênio, a Panax ginseng foi usada como fitoterápico para praticamente todos os males do corpo. Entre os curandeiros, foi considerada a melhor espécie para tratamento da fadiga corporal e do desânimo. Na MTC (Medicina Tradicional Chinesa), era utilizado para auxiliar no tratamento de doenças cardiovasculares e também como uma forma de relaxante. Na Aiurveda (sistema de medicina alternativa iniciado na Índia), esse vegetal era utilizado como antioxidante e anticancerígeno.

## Ação farmacológica

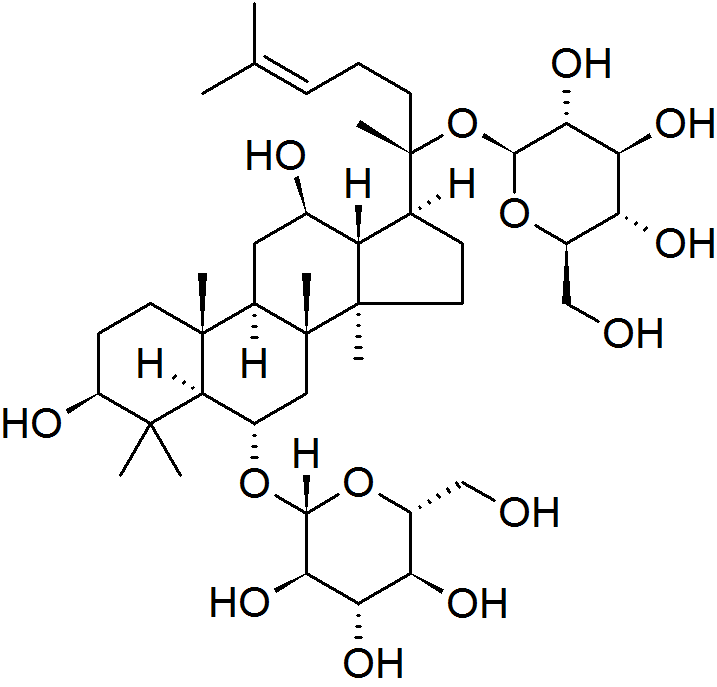
Estrutura molecular do ginsenosídeo Rg1.

Sua propriedade medicinal é oriunda de suas raízes, com a presença de compostos ativos chamados de ginsenosídeos, cuja estrutura básica consiste em um núcleo esteróide com dezessete átomos de carbono dispostos em quatro anéis. Os efeitos de seu uso são causados pela sua ação no eixo hipotálamo-hipófise-gonadal. Foi demonstrado que a Panax ginseng tem uma variedade de efeitos terapêuticos, incluindo antioxidante, anti-inflamatório, antialérgico, antidiabético e anticancerígeno. Além disso, o ginseng também é amplamente utilizado para tratar fatores de risco cardiovascular, como hipertensão e hipercolesterolemia.
Porém, sua aplicação mais significativa em medicamentos é o seu efeito de aumentar a energia e a disposição dos pacientes que o consomem, além de ser usado para fins antiestresse.  
O bioativo do P.ginseng tem o poder de interação com canais iônicos ligados à membrana, membranas celulares e receptores extracelulares e intracelulares que, como consequência, causam alterações no nível transcricional. Essas condições revelam seus usos em patologias hepáticas e até mesmo como ação neuroprotetora. 

### Anti-inflamatório
O ginseng possui atividade anti-inflamatória que foi comprovada por vários estudos in vivo, in vitro e clínicos. Os ginsenosídeos Rb1, Rg1, Rg3, Re, Rd., Rh1, Rc, Rf, Rg5, Rg6, Rh3, Rk1, Ro e Rz1 foram relatados como tendo respostas anti-inflamatórias devido à regulação negativa da expressão de citocinas pró-inflamatórias (TNF -α, IL-1β e IL-6) e expressões enzimáticas em macrófagos polarizados M1 e micróglia. Os ginsenosídeos Re e Rp1 podem suprimir a via de sinalização do NF-κB, enquanto os ginsenosídeos Rc inibem as citocinas derivadas de macrófagos. Estudos clínicos concluíram uma taxa de sobrevivência 38% maior para pacientes que tomaram ginseng em comparação com pacientes que não tomaram ginseng. O extrato do cálice da baga de P. ginseng (Pg-C-EE) relatou um mecanismo anti-inflamatório através da expressão de TNF-α, iNOS, COX-2 em macrófagos ativados por lipopolissacarídeos e através da produção de NO.

### Anti-cancerígeno
A ação anticancerígena se dá pela modulação de diversas vias de sinalização, incluindo a regulação de mediadores de proliferação celular (ciclinas e CDKs), fatores de crescimento (c-myc, fator de crescimento endotelial vascular e EGFR), supressor de tumor (p53 e p21), mediadores celulares ( Bcl-2, caspases, Bcl-xl, receptores de morte), moléculas de resposta inflamatória (COX-2 e NFκB), proteína quinase (JNK, Akt e proteína quinase ativada por AMP, atuando em seus alvos celulares e moleculares por diversas vias pela inibição do tumor pela regulação do ciclo celular e inibição da angiogênese e invasão.

### Antimicrobiano
A atividade antiviral de extratos fermentados de Panax ginseng contra um amplo espectro de vírus Influenza (H1N1, H3N2, H5N1 e H7N9) em modelos de camundongos geneticamente diversos foi investigada. A proteção antiviral foi observada devido a mais componentes de saponinas de extratos de ginseng fermentados contra vírus influenza do que extrato de ginseng não fermentado. Para o desenvolvimento de uma nova vacina e um novo medicamento antiviral contra o vírus Influenza, a raiz de Panax ginseng foi estudada onde tanto a análise in vitro quanto a in vivo foram investigadas, com resultados demonstrando que seu uso diminuiu a mortalidade induzida pelo vírus influenza A em 90% e também aumentou a atividade das células NK de esplenócitos de camundongos
A raiz do ginseng, Notoginseng, foi investigada com atividades antifúngicas contra Epidermophyton floccosum, Trichophyton rubrum e Trichophyton mentagrophytes. O mecanismo da atividade antifúngica foi descobrir qual era devido à interação com a membrana da célula fúngica e danificava a integridade da membrana. O resultado concluiu que a saponina notoginseng pode ser usada para o tratamento de micose.
O efeito antibacteriano e antifúngico do pó de ginseng em gram-positivos, gram-negativos e Staphylococcus aureus, Pseudomonas aeruginosa, Escherichia coli, Enterococcus faecalis e Candida albicans foi investigado pelo método de difusão em disco mostrou inibição significativa da zona de crescimento fúngico.

### Anti-oxidante
O efeito antioxidante do Panax Ginseng foi estudado em 82 voluntários saudáveis, dos quais 21 homens e 61 mulheres foram investigados, em que o nível sérico de espécies reativas de oxigênio (ROS), malondialdeído (MDA), capacidade antioxidante total (TAC), as atividades da catalase, superóxido dismutase (SOD), glutationa redutase (GSH-Rd) e peroxidase (GSH-Px) e o conteúdo de glutationa total foram determinados. Os voluntários saudáveis confirmaram o potencial antioxidante do P. ginseng e do P. quinquefolius contendo ginsenosídeos e analisaram radicais livres de afinidade DPPH-estáveis, quelação de metais e radicais livres de hidroxila para caracterização do efeito antioxidante.